# Bosque Dorado de Paccha
El Bosque Dorado de Paccha es un bosque de reforestación y complejo recreativo ubicado en la comunidad campesina de Paccha, distrito de El Tambo, provincia de Huancayo, en el departamento de Junín. El bosque se encuentra en la zona de vida de bosque húmedo montano tropical en la región natural Suni a 3750 m s. n. m. y está compuesto principalmente por la especie quinual (Polylepis racemosa). El Bosque Dorado de Paccha abarca un área aproximada de 4000 metros cuadrados y se pueden realizar actividades como senderismo (trekking), fotografía paisajística y actividades de esparcimiento.
Se ubica a 10 km de la ciudad de Huancayo.

## Actividades realizadas:
- El bosque se ha reforestado a través de un convenio interinstucional entre Caja Huancayo, la comunidad de Paccha, el Arzobispado de Huancayo y Evergreen.[6]

## Atractivos turísticos:
- Se encuentra el "Centro Ceremonial", que fue utilizado en ceremonias religiosas Huancas e Incas; esta rodeado por varios árboles de quinuales y andenes artesanales.[7]

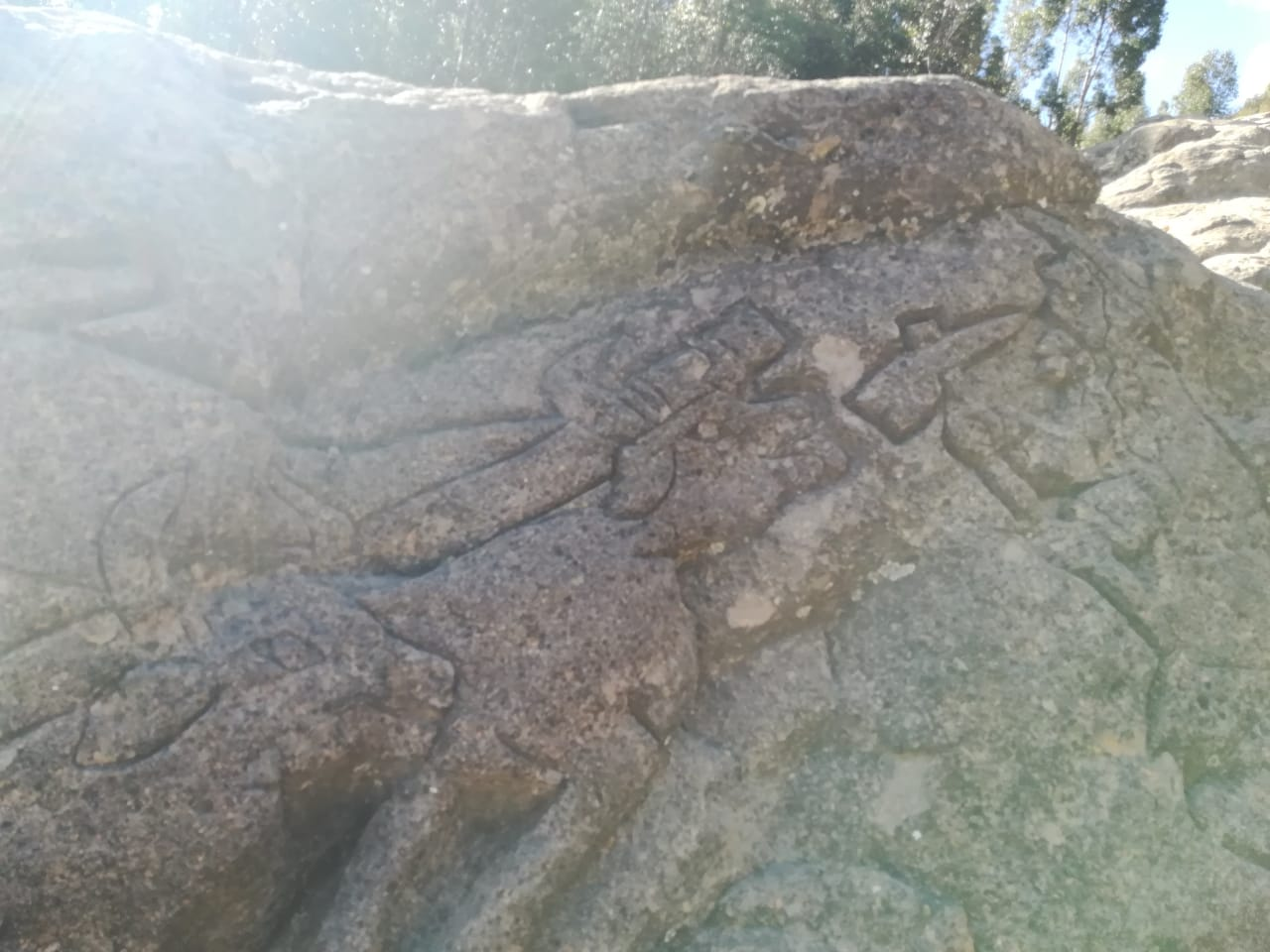
Figuras talladas en piedra.

- Figuras Talladas en piedras.[7]